# Evippa badchysica
Evippa badchysica là một loài nhện trong họ Lycosidae.
Loài này thuộc chi Evippa. Evippa badchysica được Sternbergs miêu tả năm 1979.